# Micro-région de Makó
La micro-région de Makó (en hongrois : makói kistérség) est une micro-région statistique hongroise rassemblant plusieurs localités autour de Makó.